# Качай
«Качай» — сингл гурту O.Torvald, що увійшов до альбому «В тобі». Пісню було присвячено соціальним мережам та ICQ, яким було приділено велику увагу населення у 2009—2010 роках.

## Відеокліп
Відео було представлене 8 грудня 2010 року. На відео показано музикантів O.Torvald, а також багато інших людей, що танцюють перед відеокамерою та співають слова даної пісні (серед них і представниці руху FEMEN). Музиканти гурту O.Torvald у даному відео також знялися оголеними. Дане відео потрапило до ефіру деяких українських телеканалів.

Вокаліст Євген Галич пояснив причину оприлюднення пісні таким чином: 
|                                   | «Зараз у нас борються, як завжди, дві стихії: стьоб над усім, що відбувається, і романтична лірика. Якщо якась повільна пісня – то вона лірична. А якщо драйв – то якийсь стьоб» |
| — Євген Галич для ФДР Радіоцентру | |

.